# شورش شاکوشاین

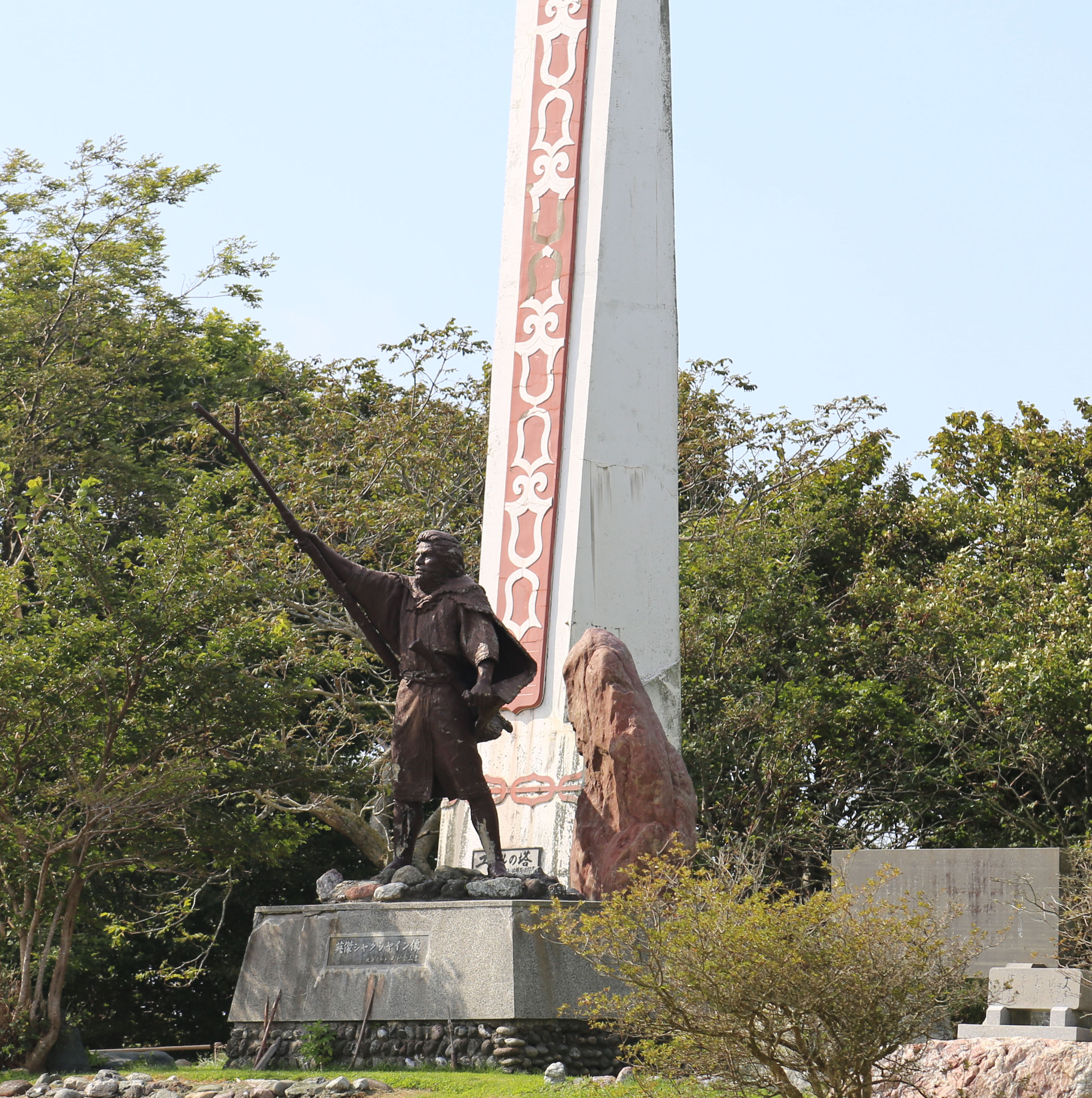
نمایی از بنای یادبود «نبرد شاکوشاین» در هوکّایدو - ۲۰۱۶

شورش شاکوشاین یا جنگ شاکوشاین (به ژاپنی: シャクシャインの戦い Shakushain no tatakai) شورش قوم آینو علیه قدرت دولت ژاپن در هوکایدو بین ۱۷۷۲-۱۶۶۹ میلادی‌است. در این شورش قوم آینو به رهبری شاکوشاین علیه خاندان ماتسومائه، که نماینده بازرگانی و حافظ منافع دولت ژاپن در منطقه بودند، شرکت داشتند. پس از این شورش هوکایدو تحت کنترل مردم یاماتو درآمد. این شورش در ابتدا به عنوان مبارزه‌ای بر سر منابع مابین مردم شاکوشاین و رقیب قبیله آینو در رودخانه شیزوناری (در منطقه‌ای که در حال حاضر شینهی‌داکه (هوکایدو) نام دارد آغاز شد. اما بعد این جدال به تلاش نهایی آینو در جهت حفظ استقلال سیاسی خود گسترش یافت.